# アデン危機
アデン危機(アラビア語：ثورة 14 أكتوبر(10月14日革命))は、1963年12月10日～1967年11月30日にかけて、アデン保護領と南アラビア連邦で行われた、南イエメンがイギリスから独立した戦争である。
ナーセル大統領率いるエジプトが、汎アラブ主義の為に独立軍を支援した。
また、ソ連も独立軍を支援した。

## 背景
イギリスは英領インドへの海路に発生する海賊対策の拠点として、アデンを占領していた。
1869年にスエズ運河が開通すると、給炭港として重要性を増した。
1947年のインド独立後は、イギリスにとっての重要性は低下した。
1956年7月26日、エジプトのナセル大統領がスエズ運河を国有化した。
10月29日、イギリス・フランス・イスラエルがエジプトに侵攻し、第二次中東戦争が発生した。
11月2日、アメリカとソ連が共同で3国に圧力をかけ、撤退させた。
1958年、エジプトがシリアと連合し、アラブ連合共和国を建国した。
1961年、シリアがアラブ連合共和国から脱退し、連合は事実上消滅した。

## NLFとFLOSYの誕生
1963年以降、様々な政治目標を持つ反イギリスゲリラが活動していたが、イエメン国民解放戦線(NLF)と占領下の南イエメン解放戦線(FLOSY)の2大組織に集約していった。
NLFとFLOSYはイギリスだけでなく相互に攻撃し合っていた。

## 闘争開始
1963年12月10日、NLFがアデンのコルマクサル空港で、ロンドンに戻る途中のイギリスのアデン高等委員会のケネディ・トレヴァスキスを手榴弾で攻撃した。
この攻撃で巻き込まれた1人が死亡し、50人が負傷した。
同日、アデンに緊急事態宣言が出された。

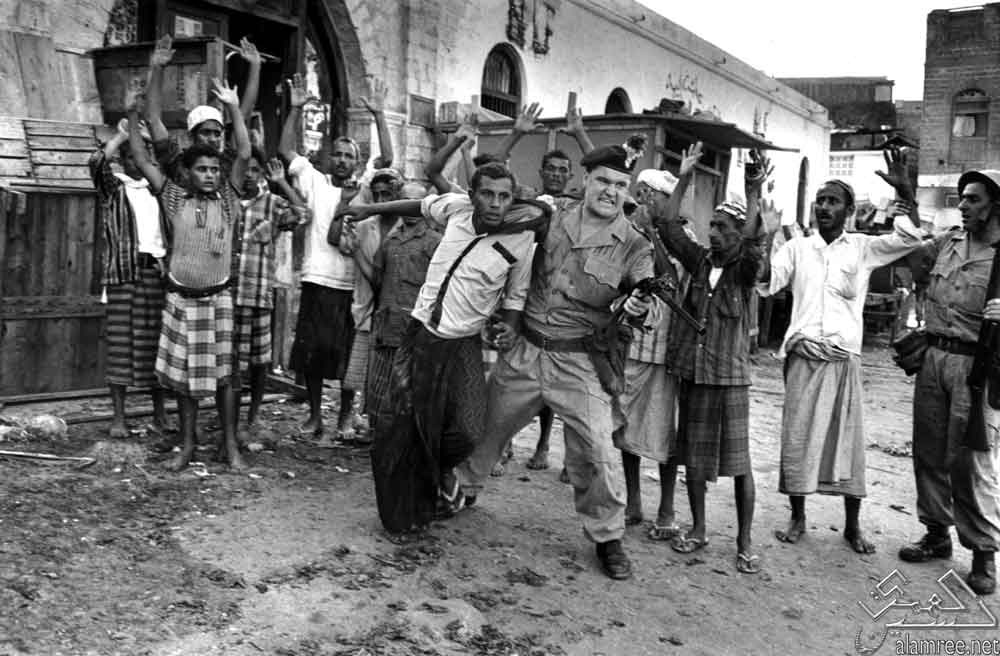
1965年のアデン

その後のNLFとFLOSYはイギリスへの攻撃を強め、コルマクサル王立空軍基地への攻撃では、イギリス人の子供が1人死亡し、4人負傷した。
ゲリラは非番のイギリス人軍人や警察官を中心に殺害した。
殆どの攻撃はアデンの古いアラブ人地区であるクレイターで行われた。
イギリス軍はNLFやFLOSYによってクレイターに武器が運び込まれるのをダラ道で阻止しようとしたが、あまり効果が無かった。
イギリス軍にも犠牲者は出たが、組織間抗争の為ゲリラの被害は遥かに大きかった。
1964年、地上作戦を行う為に第24歩兵旅団が到着した。
彼らは独立戦争で敗北するまでアデンに留まった。
1965年までに、コルマクサル王立空軍基地では9つの飛行中隊が作戦を行っていた。
この中にはヘリコプターやホーカー ハンターから成る輸送部隊が含まれた。
ゲリラはRP-3やADENで反撃した。

## アデン街頭抵抗運動

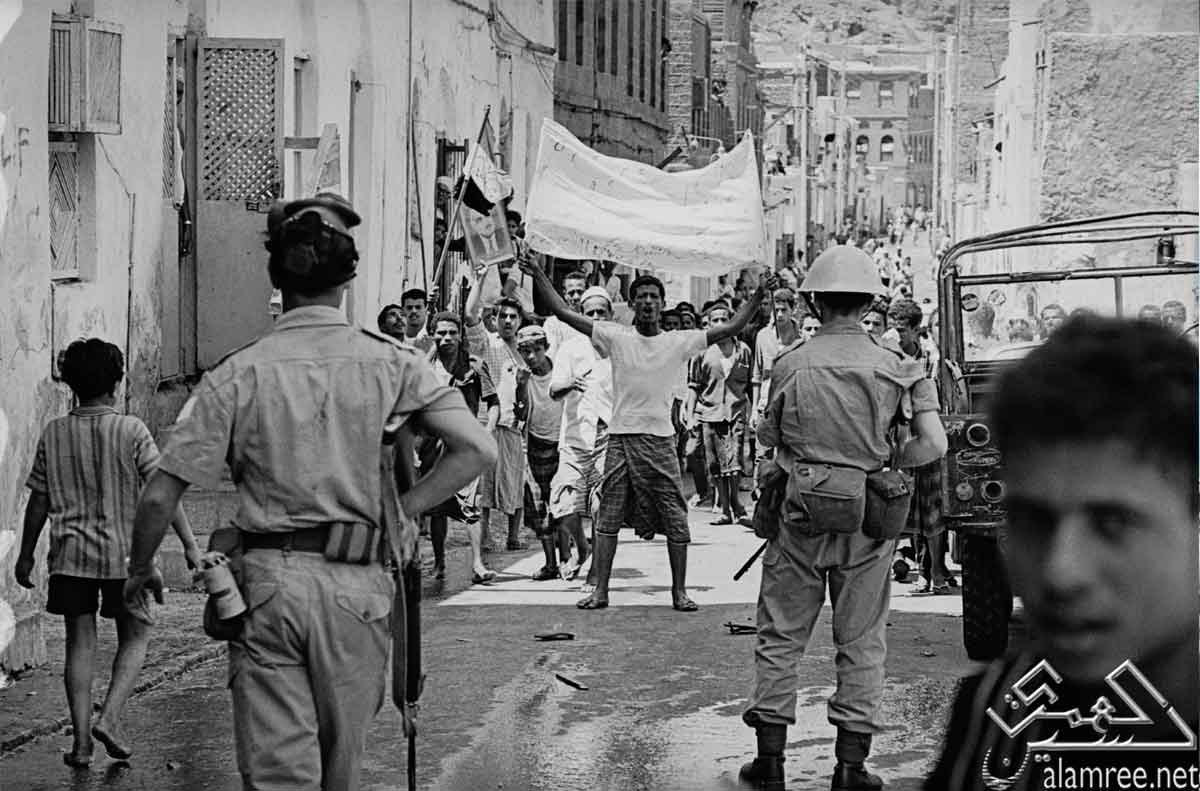
アデン街頭抵抗運動

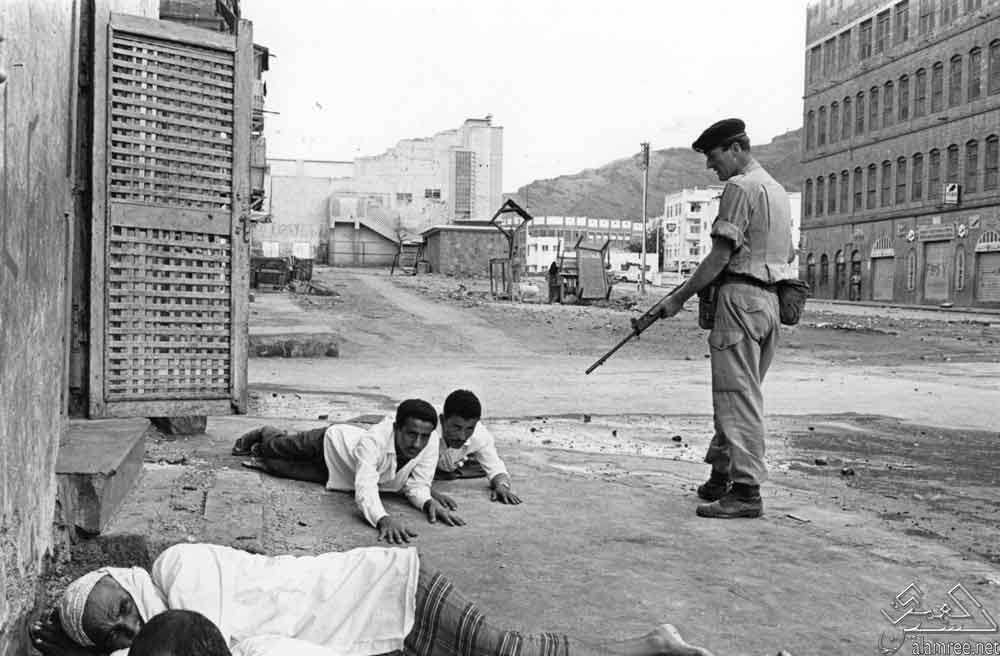
1967年のアデン

1967年1月19日～20日、NLFはアデン街頭抵抗運動を仕掛けた。
アデン警察の手には負えなかった為、高等委員会のリチャード・ターンブル卿はイギリス軍を派遣して抵抗運動を蹴散らした。
しかし、すぐにFLOSY派の抵抗運動がそれに代わった。
抵抗運動とイギリス軍の戦闘は2月まで続いた。
イギリス軍は40回発砲し、ゲリラは60発の手榴弾で応えた。
飛行中のアデン航空のダグラス DC-3が戦闘に巻き込まれ、墜落し乗客が全員死亡した。

## アラブ人警察官の蜂起
1967年6月、第三次中東戦争が発生し、アデンの状況は更に悪化した。
6月20日、エジプトのナセル大統領の「イギリスが戦争でイスラエルを支援した」との主張に呼応した南アラビア連邦の何百人もの警察官が、イギリスに反旗を翻した(en:Arab Police mutiny)。
この蜂起はアデン武装警察にも広がり、22人のイギリス軍を殺害し、ヘリコプターを撃墜し、クレイターを獲得した。
イギリス人がアデンから避難する様子が、「不毛の岩から生ける石まで」と記録されている。

## クレイターの戦い
クレイターの戦いの結果イギリス軍は撤退したが、その間にイギリス海兵隊の45コマンドが高所からアラブ人兵士を10人射殺した。
しかし、アラブ人兵士は約400人でクレイターを防衛した。
NLFとFLOSYの兵士は市街地で銃撃戦を始めたが、放火や強盗、殺人等も発生した。
イギリス軍はクレイターの主要な出口を2つ封鎖した。
イギリス軍はシラ島のオスマン要塞から狙撃したが、装甲車の砲撃によって狙撃手は殺害された。
7月、スコットランドのコリン・ミッチェル陸軍中佐率いるアーガイル・アンド・サザーランド・ハイランダーズがクレイターを制圧した。

## イギリス軍の撤退
11月下旬、度重なるNLFゲリラの攻撃により、イギリス軍はアデンから撤退した。
この撤退はイギリスのハロルド・ウィルソン首相の計画より早かった為、後継政府を決める事が出来なかった。
その後、NLFはイエメン人民民主共和国(南イエメン)を建国した。

## 独立後

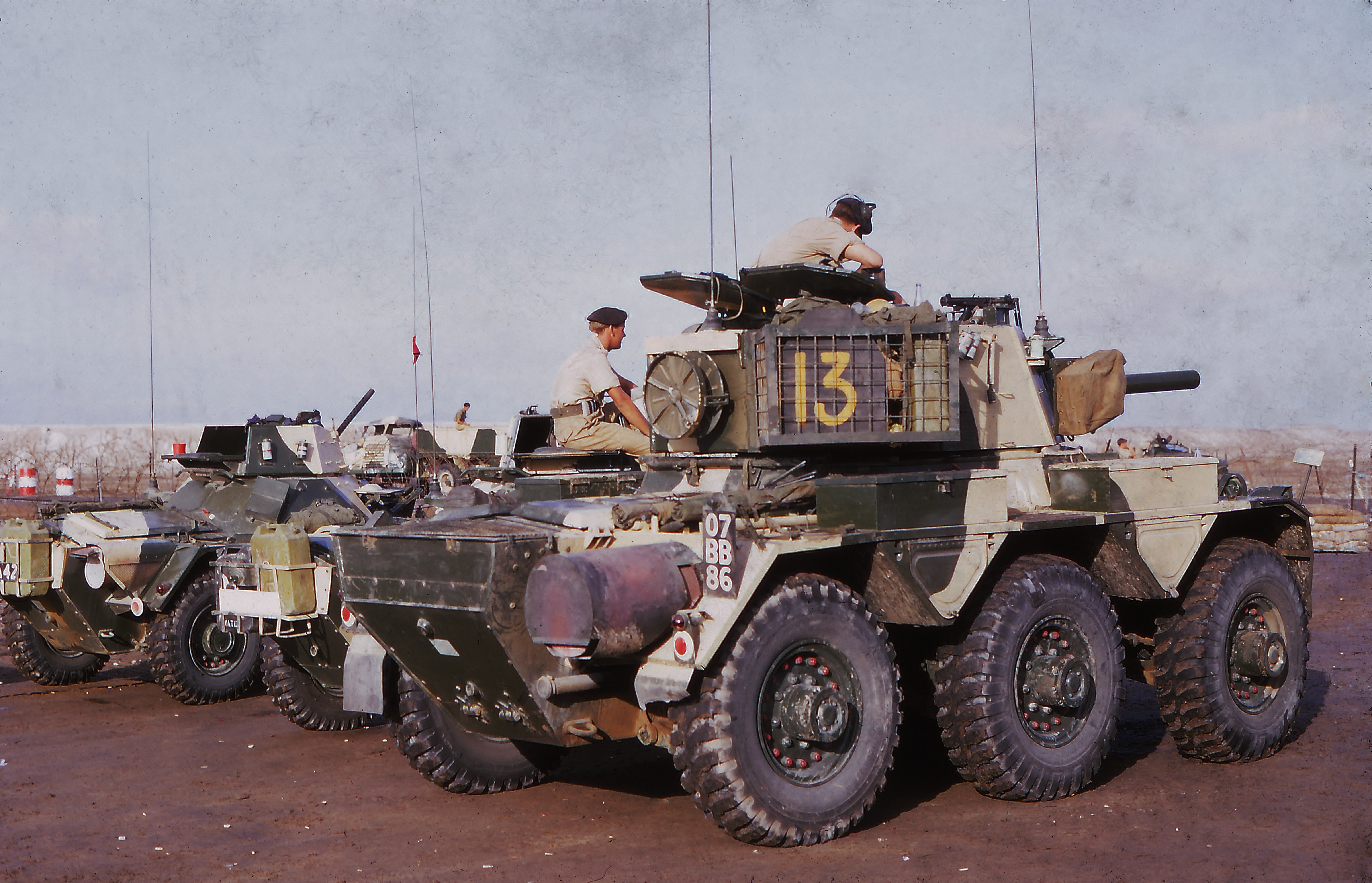
第1女王竜防衛隊(1967年・アデン)

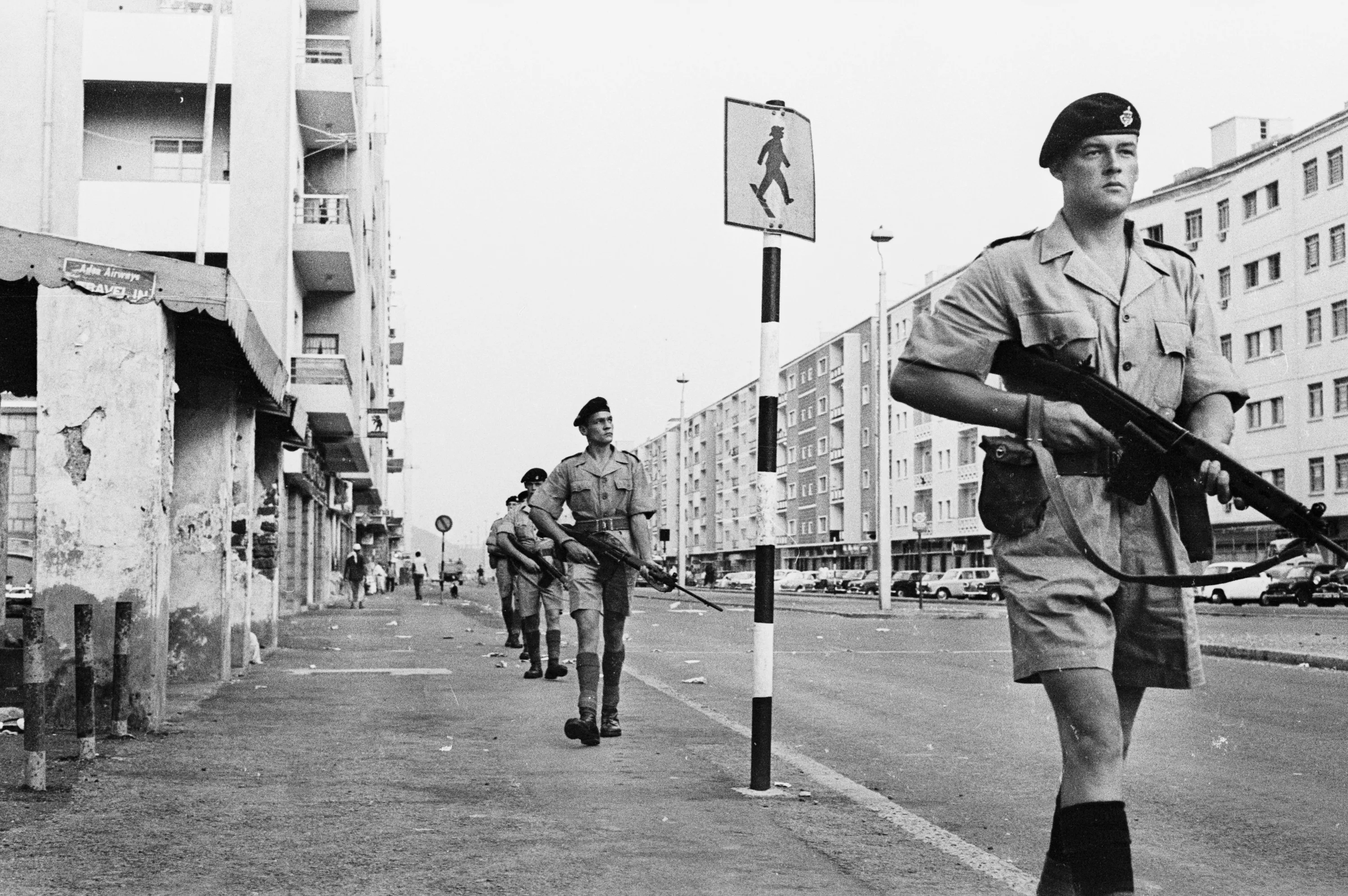
警戒するイギリス兵(1967年・アデン)

アデンのイギリス海軍基地は閉鎖された。